# Товстохвості соми
Товстохвості соми (Amblycipitidae) — родина сомоподібних риб. Має 4 роди та 39 видів.

## Опис
Загальна довжина представників цієї родини коливається від 3,5 до 16 см. Голова помірного розміру, трикутної форми, звуженої біля морди. Наділені 4 вусиками. Роди різняться між собою розміром та розташуванням ніздрів. У деяких видів біля зябрової кришки і перед грудними плавцями келихоподібне клаптя. Тулуб масивний, кремезний. Бічна лінія неповна або зовсім відсутня. Плавальний міхур регресований. Спинний плавець з короткою основою, його вкрито товстою шкірою з слабко отруйними шипами. Низка видів з 2 спинними плавцями. Анальний плавець короткий, має 9-18 променів. Присутній жировий плавець, у деяких видів поєднується з хвостовим плавцем. Хвостовий плавець доволі широкий: в одних видів він округлий на кінці, в інших сильно розділено, при цьому обидві частини довгі та широкі. За це ці соми отримали свою назву.
Забарвлення коливається від рожевого до світло-коричневого кольору.

## Спосіб життя
Зустрічаються в швидких прісноводних річках. Активні переважно вночі або присмерку. Вдень ховаються біля дна, в укриттях. Живляться дрібними безхребетними.
Не є об'єктом рибальства. У акваріуми потрапляють зрідка.

## Розповсюдження
Поширені в біотопах Китаю, Індії, Малайзії, Кореї, Таїланду, Камбоджі, Пакистану, Японії.

## Роди
- Amblyceps Blyth, 1858
- Liobagrus Hilgendorf, 1878
- Nahangbagrus Nguyen & Vo, 2005
- Xiurenbagrus Chen & Lundberg, 1995